# Pirgavci
Pirgavci (lat. Riodinidae) porodica leptira, dio nadporodice Papilionoidea. Većina vrsta raširena je po tropskoj Americi, dok u Europi i Hrvatskoj živi samo Hamearis lucina ili Smeđi pjegavac.

## Rodovi
1. Abisara
2. Alesa
3. Amarynthis
4. Anatole
5. Ancyluris
6. Anteros
7. Apodemia
8. Archigenes
9. Argyrogrammana
10. Aricoris
11. Audre
12. Baeotis
13. Barbicornis
14. Brachyglenis
15. Calephelis
16. Calliona
17. Callistium
18. Calociasma
19. Calydna
20. Caria
21. Cariomothis
22. Cartea
23. Chalodeta
24. Chamaelimnas
25. Charis
26. Chorinea
27. Colaciticus
28. Comphotis
29. Corrachia
30. Cremna
31. Crocozona
32. Cyrenia
33. Dicallaneura
34. Dinoplotis
35. Diophtalma
36. Dodona
37. Dysmathia
38. Echenais
39. Eiseleia
40. Ematurgina
41. Emesis
42. Esthemopsis
43. Eucora
44. Eunogyra
45. Eurybia
46. Euselasia
47. Hades
48. Hamearis
49. Helicopis
50. Hermathena
51. Hyphilaria
52. Imelda
53. Ithomeis
54. Ithomiola
55. Joiceya
56. Juditha
57. Lasaia
58. Laxita
59. Lemonias
60. Lepricornis
61. Leucochimona
62. Lymnas
63. Lyropteryx
64. Melanis
65. Menander
66. Mesene
67. Mesenopsis
68. Mesophthalma
69. Mesosemia
70. Metacharis
71. Mimocastnia
72. Monethe
73. Nahida
74. Napaea
75. Necyria
76. Nelone
77. Notheme
78. Nymphidium
79. Nymula
80. Orimba
81. Pachythone
82. Panara
83. Pandemos
84. Paralaxita
85. Paraphthonia
86. Parnes
87. Periplacis
88. Perophthalma
89. Phaenochitonia
90. Pheles
91. Polycaena
92. Polystichtis
93. Praetaxila
94. Pseudopeplia
95. Pterographium
96. Rhetus
97. Riodina
98. Riodinella
99. Rodinia
100. Roeberella
101. Saribia
102. Semomesia
103. Setabis
104. Siseme
105. Stiboges
106. Stichelia
107. Styx
108. Symmachia
109. Syrmatia
110. Taxila
111. Teratophthalma
112. Themone
113. Theope
114. Thisbe
115. Thysanota
116. Uraneis
117. Voltinia
118. Xenandra
119. Xynias
120. Zabuella
121. Zelotaea
122. Zemeros